# Aragóniai Ferdinánd calabriai herceg
Aragóniai Ferdinánd (Andria, 1488. december 15. – Valencia, 1550. október 26.), olaszul: Ferdinando d'Aragona, katalánul: Ferran d'Aragó, spanyolul: Fernando de Aragón, nápolyi királyi herceg és trónörökös, Calabria hercege, első házassága révén Valencia alkirálya. Foix Germána özvegy aragón királyné harmadik férje, Aragóniai Júlia montferrati őrgrófné édestestvére és Aragóniai Sarolta tarantói hercegnő féltestvére, valamint Aragóniai Beatrix magyar királyné unokaöccse.

## Élete

Ferdinánd herceg címere

IV. Frigyes nápolyi király és Balzo Izabella andriai hercegnő fia. Nyolcévesen lett a Nápolyi Királyság trónörököse, amikor apja 1496-ban nápolyi király lett. 1501-ben személyesen is megismerhette nagynénjét, a Magyarországról hazatérő Beatrix magyar királynét. Ugyanakkor 1501-ben a francia-spanyol szövetségkötés eredményeként apját elűzték a trónról, Ferdinánd trónörökös pedig II. (Katolikus) Ferdinánd aragón király fogságába került. II. Ferdinánd unokája, Habsburg Károly, aki nagyapja halála után anyja, Őrült Johanna nevében uralkodott, 1526-ban összeházasította nagyapja özvegyével, Foix Germána királynéval, és kinevezte felesége mellé a Valenciai Királyság alkirályává. Germána királyné halála (1538) után továbbra is a Valenciai Királyságot kormányozta, és 1540-ben újranősült, feleségül vette Mendozai Mencía (1508–1554) cenetei őrgrófnőt, Rodrigo Díaz de Vivar de Mendoza cenetei őrgróf lányát és III. Henrik nassau–dillenburgi gróf özvegyét, aki túlélte őt. Egyik házasságából sem született gyermeke, csak egy házasságon kívüli fia, akit viszont életében nem törvényesített. Valenciai udvarában élt két gyermektelen húga is, Júlia özvegy montferrati őrgrófné és a hajadon Izabella (1500–1550) hercegnő, akik Nápoly elfoglalása után is anyjukkal maradhattak, majd Balzo Izabella nápolyi királyné halála (1533) után bátyjukhoz, Valenciába költöztek. Ferdinánd mindegyik nagykorúságot megért testvérét túlélte, mind a két húgát, mind pedig apja első házasságából származó nővérét, Saroltát. Ferdinánd csak pár hónappal élte túl kisebb húgát, Izabellát, és 1550. október 6-án halt meg Valencia városában. Miután törvényes utódokat nem hagyott hátra, így a nápolyi trónigényeket nővérének, Saroltának a gyermekei vitték tovább.
A valenciai San Miguel de los Reyes kolostorban helyezték végső nyugalomra első felesége, Foix Germána királyné mellé.

## Gyermeke
- 1. feleségétől, Foix Germána (1488/90/92–1538) özvegy aragóniai királynétól, nem születtek gyermekei
- 2. feleségétől, Mendozai Mencía (1508–1554) cenetei őrgrófnőtől, Rodrigo Díaz de Vivar de Mendoza cenetei őrgróf lányától és III. Henrik nassau–dillenburgi gróf özvegyétől,[1] nem születtek gyermekei
- Házasságon kívüli kapcsolatából ismeretlen ágyasától, 1 fiú:
  - János Pál, felesége Mária (–1535 után), Moncadai Vilmos Rajmundnak, Villamarchant bárójának a lánya, 2 gyermek:
    - Hugó, felesége Zatrillasi Anna
    - Lujza, férje Alfonso de España, 1 fiú